# ناحیه کوداما، سایتاما

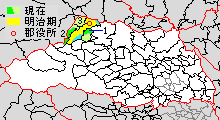

ناحیه کوداما، سایتاما (به ژاپنی: 児玉郡, Kodama-gun)، یکی از شهرستان‌های ژاپن است که در استان سایتاما، ژاپن واقع شده است.